# Tomasz Sikorski (plastyk)
Tomasz Sikorski (ur. 6 kwietnia 1953 w Warszawie, zm. 26 kwietnia 2021 tamże) – polski artysta intermedialny, malarz, perfomer, twórca graffiti  i kurator wystaw, prof. dr hab. nauk o sztukach pięknych.

## Życiorys

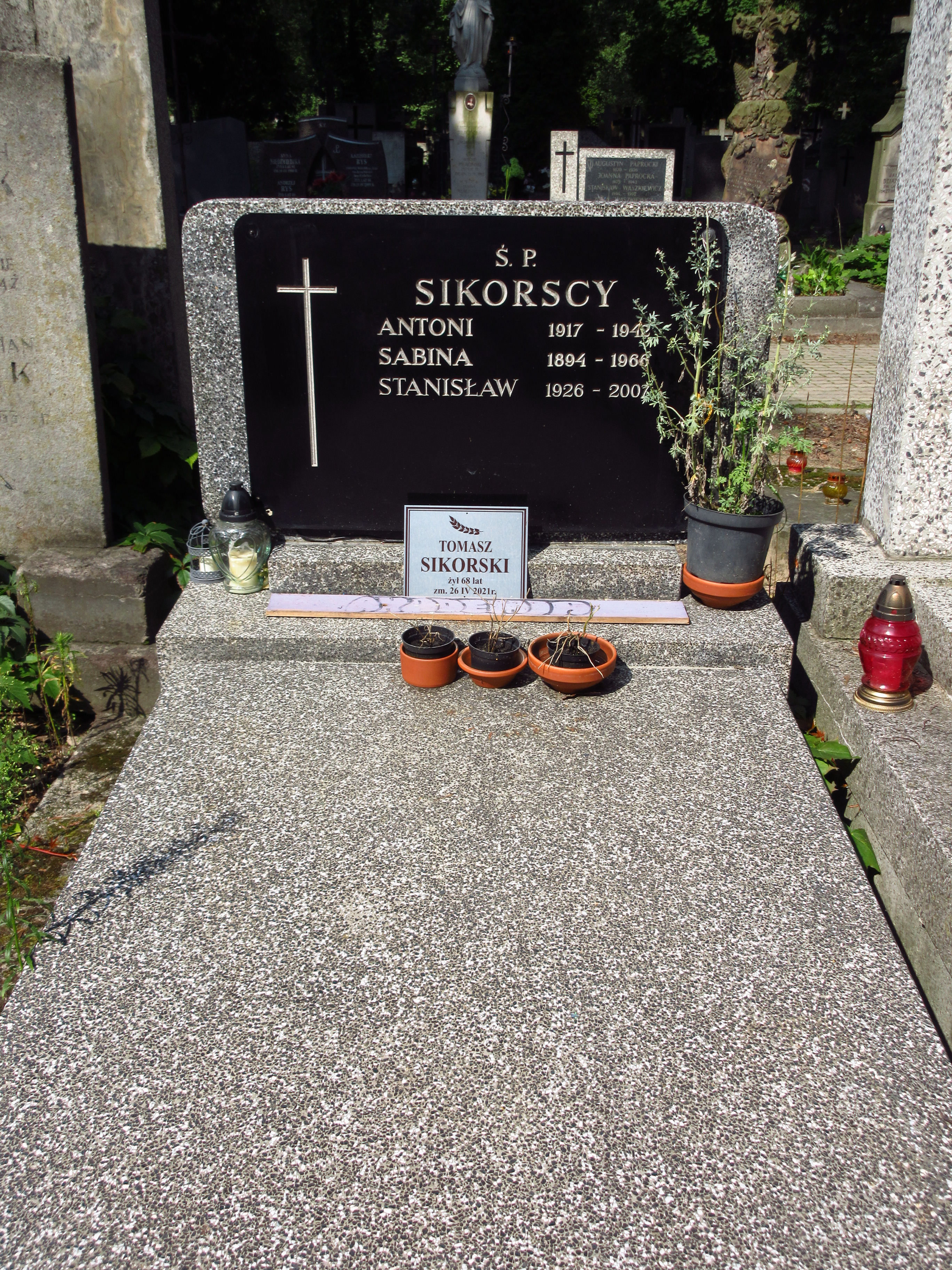
Grób profesora Tomasza Sikorskiego na Cmentarzu Bródnowskim.

W latach 1974–1979 studiował na Wydziałach Rzeźby i Architektury Wnętrz w Akademii Sztuk Pięknych w Warszawie. Następnie w latach 1979–1987 był współprowadzącym pracownię i galerię Dziekanka (interdyscyplinarny ośrodek artystyczno-edukacyjny ASP i Akademii Muzycznej w Warszawie). W latach 80. XX wieku gościnnie wykładał w uczelniach artystycznych w USA. W latach 1992–2003, Sikorski kierował Pracownią Intermediów na Wydziale Artystycznym Uniwersytetu Zielonogórskiego, zaś od 2003 prowadził Pracownię Działań Multimedialnych na Uniwersytecie Jana Kochanowskiego w Kielcach. Tytuł profesora uzyskał w 2018. W latach 2011–2012 prowadził również pracownię rzeźby na Wydziale Architektury Wnętrz ASP w Warszawie.
W dorobku miał około 150 wystaw i pokazów indywidualnych, uczestniczył również w ponad 120 wystawach i prezentacjach zbiorowych. Był kuratorem licznych wystaw sztuki współczesnej.
Zmarł 26 kwietnia 2021 w wyniku wypadku rowerowego na Moście Gdańskim w Warszawie. Pochowany na Cmentarzu Bródnowskim (kwatera 17B-5-20). 

## Wybrane publikacje
- Dzieło sztuki jako koan (MCSW „Elektrownia”, Radom, 2009)
- Graffiti w Polsce 1940–2010 (Carta Blanca, Warszawa, 2011; ISBN 978-83-7705-140-5) wspólnie z Marcinem Rutkiewiczem
- Pracownia Dziekanka 1976–1987 (ASP Warszawa, 1990)